# Спурій Оппій Корніцен
Спурій Оппій Корніцен (лат. Spurius Oppius Cornicen; ? — 449 до н. е.) — політичний і державний діяч Римської республіки, децемвір 450-449 років до н. е.

## Життєпис
Походив зі впливового плебейського роду Оппіїв. Про молоді роки мало відомостей. Був прихильником Аппія Клавдія Інрегіллена, у 450 році до н. е. Спурія Оппія обрано децемвіром. Своїми пропозиціями покращив зміст Дванадцяти таблиць. Згодом сприяв посиленню влади Аппія Клавдія. Водночас заслужив ненависть утисками легіонерів та плебсу. Брав участь у битві при Альгіді, де римляни зазнали поразки від еквів.
У 449 році до н. е. після повалення влади децемвірів був звинувачений у зловживаннях. Його запроторили до в'язниці, де Спурій Оппій наклав на себе руки.